# خلیج قابس
خلیج قابس (عربی: خليج قابس، آوانگاری: ḫalīǧ Qābis) یک خلیج در شمال دریای مدیترانه و شرق کشور تونس است.